# Parteivorstand von Die Linke

Parteilogo

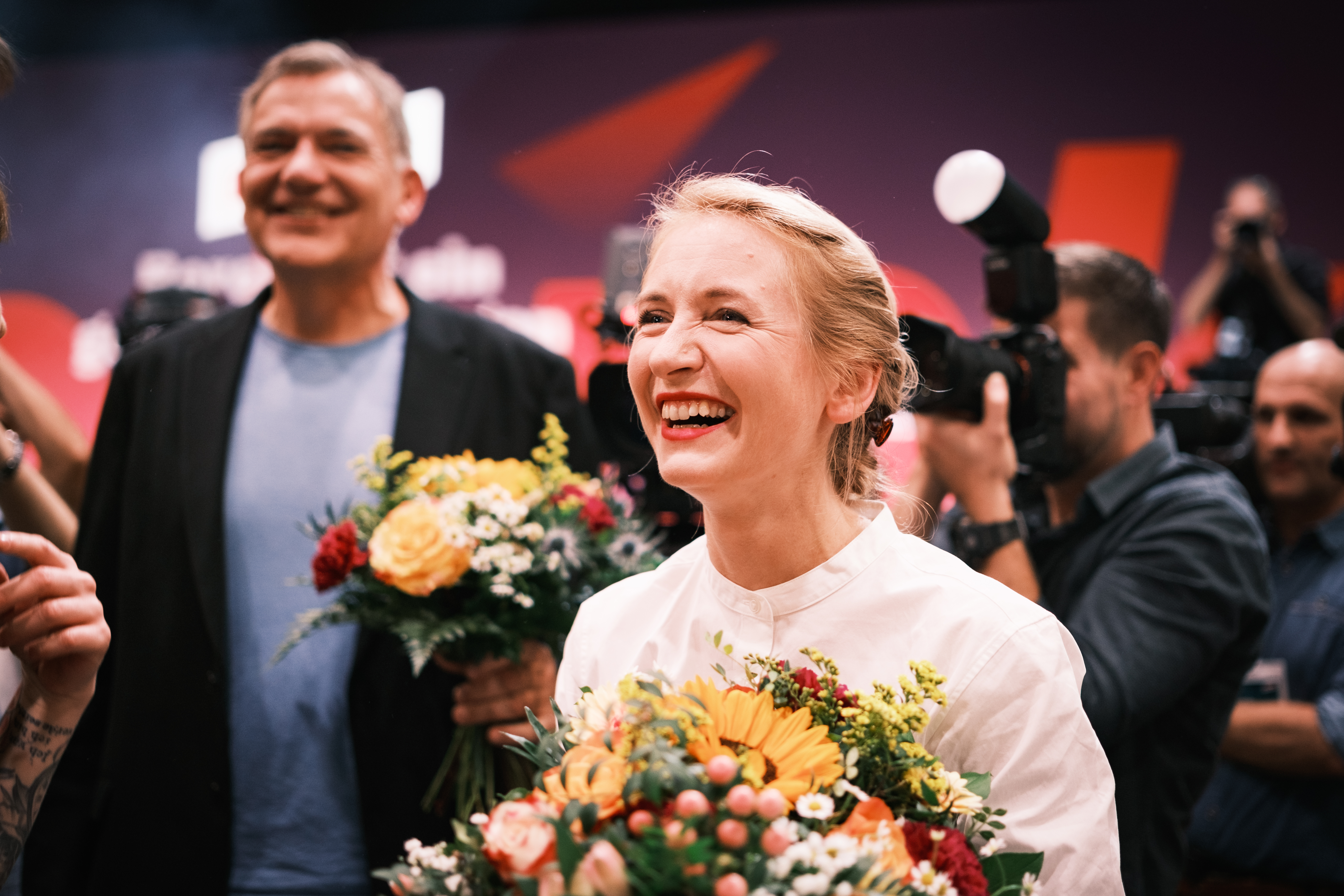
Ines Schwerdtner und Jan van Aken nach der Wahl zu Parteivorsitzenden 2024

Der Parteivorstand von Die Linke ist das höchste Gremium der Partei Die Linke zwischen ihren Parteitagen. Er ist das politische Führungsorgan der Partei und repräsentiert diese. Der Parteivorstand hat seinen Sitz im Karl-Liebknecht-Haus in Berlin-Mitte. Seine Rechte und Pflichten werden in §§ 18–20 der Bundessatzung der Partei Die Linke geregelt.

## Zusammensetzung
Der Parteivorstand besteht aus 26 Mitgliedern, die vom Parteitag gewählt werden. Darunter befinden sich die zehn Mitglieder des Geschäftsführenden Vorstandes. Bei der Wahl des ersten Parteivorstandes am 16. Juni 2007 wurden zwei Parteivorsitzende, vier stellvertretende Parteivorsitzende, der Bundesgeschäftsführer und der Bundesschatzmeister direkt gewählt. Die restlichen vier Mitglieder des geschäftsführenden Vorstandes wurden gemäß der Bundessatzung auf der konstituierenden Sitzung des Parteivorstandes am 18. Juni 2007 gewählt.
Der 2. Bundesparteitag der Linken am 15. und 16. Mai 2010 in Rostock wählte den Parteivorstand neu und beschloss Änderungen der Satzung der Partei. Demnach besteht der geschäftsführende Parteivorstand aus den zwei Vorsitzenden, vier Stellvertretern, dem Bundesgeschäftsführer, dem Bundesschatzmeister und drei weiteren Mitgliedern, die der erweiterte Vorstand aus seinen Reihen wählt.
Der Gründungsvorstand wurde für ein Jahr gewählt, ansonsten beträgt die reguläre Wahlperiode zwei Jahre (gemäß PartG).
Darüber hinaus regelte die Satzung der Linken vor dem 25. Juni 2022, dass maximal 22 der 44 Mitglieder des Parteivorstandes Mitglied eines Parlaments auf Europa-, Bundes- oder Landesebene sein durften.
Am 25. Juni 2022 wurde der Parteivorstand durch eine Satzungsänderung von zuvor 44 Mitgliedern auf 26 Mitglieder verkleinert, darunter sind jeweils ein Vertreter der Jugendorganisation Linksjugend solid und der Studierendenvertretung Die Linke.SDS, die für diese Personen Vorschlagsrecht haben.
Mitglieder des Parteivorstandes mit beratender Stimme sind die Vorsitzenden der Linksfraktion im Bundestag, ein Vertreter der Fraktion Die Linke im Europäischen Parlament – GUE/NGL im Europaparlament und ein Vertreter der Linksjugend ['solid].
Als ständige Gäste werden eingeladen:
- die Landesvorsitzenden / Landessprecher/innen (jeweils eine/r pro Land);
- die Vertreter/innen der Linken im Vorstand der Europäischen Linkspartei;
- der/die Vorsitzende der Bundesschiedskommission;
- der/die Vorsitzende der Bundesfinanzrevisionskommission;
- ein/e Vertreter/in des Vorstandes des Studierendenverbandes Die Linke.SDS;
- der/die Leiter/in der Bundesgeschäftsstelle;
- der/die persönliche Mitarbeiter/innen der Vorsitzenden;
- der/die Pressesprecher/in;
- der/die Vorsitzende des Ältestenrates;
- die Bereichsleiter/innen der Bundesgeschäftsstelle;
- ein/e Vertreter/in der Fraktionsvorsitzenden-Konferenz;
- ein/e Vertreter/in des Gesamtbetriebsrates.

Zur Wahl des Parteivorstandes gilt, wie bei allen internen Wahlen der Linken, eine Frauenquote.

## Aufgaben
Als höchstes Gremium zwischen den Sitzungen des Parteitages ist der Parteivorstand für alle politischen, organisatorischen und finanziellen Fragen zuständig, die nicht in die Zuständigkeit des Parteitages fallen. Dazu zählen insbesondere Stellungnahmen zu aktuellen politischen Themen.
Der Parteivorstand organisiert die Parteitage und Sitzungen des Bundesausschusses (früher Parteirat) und ist für die Durchführung von deren Beschlüssen verantwortlich. Wenn diese Gremien Anträge an den Parteivorstand überweisen, muss der Parteivorstand darüber entscheiden.
Der Parteivorstand unterstützt die Landesverbände und bundesweiten Zusammenschlüsse der Partei und koordiniert ihre Arbeit. Weiterhin unterhält der Parteivorstand internationale Beziehungen zu anderen Linksparteien in Europa (Europäische Linkspartei) und der Welt.
Bundestagswahlkämpfe werden vom Parteivorstand ebenso vorbereitet wie die Einberufung der Bundesvertreterversammlung zur Aufstellung der Bundesliste für die Wahlen zum EU-Parlament.
Der Parteivorstand legt den Delegiertenschlüssel für Bundesparteitag und Bundesausschuss fest.

## Arbeitsweise
Die Aufgabenverteilung innerhalb des Parteivorstandes wird von diesem selbst bestimmt, soweit durch die Bundessatzung, die Bundesfinanzordnung oder Beschlüsse des Parteitages nichts anderes bestimmt wird. Für seine regelmäßigen Sitzungen gibt er sich eine Geschäftsordnung.
Der Geschäftsführende Parteivorstand erledigt die laufende politische und organisatorische Arbeit im Sinne der Beschlüsse des Gesamtvorstandes, dessen Sitzungen er vorbereitet und dem gegenüber er zur Information über alle Beschlüsse und Maßnahmen verpflichtet ist.
Gerichtlich oder außergerichtlich wird die Partei durch die beiden Vorsitzenden oder jeweils zwei Vorstandsmitglieder vertreten. Dies entspricht den Regelungen des BGB § 26 Abs. 2.
Der Parteivorstand ist gegenüber dem Parteitag rechenschaftspflichtig. Über seine Beschlüsse muss die Gesamtpartei unterrichtet werden, insbesondere der Bundesausschuss, die Landesvorstände und die bundesweiten Zusammenschlüsse. Die Information der einzelnen Mitglieder erfolgt durch die Öffentlichkeitsarbeit der Partei.

## Mitglieder
Die am 18. bis 20. Oktober 2024 auf dem 9. Parteitag der Partei Die Linke gewählten Mitglieder des Parteivorstandes.
| Name                                    | Funktion                             | Foto |  |
| --------------------------------------- | ------------------------------------ | ---- |  |
| Geschäftsführender Parteivorstand       |                                      |      |  |
| Ines Schwerdtner, MdB                   | Parteivorsitzende                    |      |  |
| Jan van Aken, MdB                       | Parteivorsitzender                   |      |  |
| Sebastian Koch                          | Bundesschatzmeister                  |      |  |
| Janis Ehling                            | Bundesgeschäftsführer                |      |  |
| Ates Gürpinar, MdB                      | Stellvertretender Parteivorsitzender |      |  |
| Sabine Ritter                           | Stellvertretende Parteivorsitzende   |      |  |
| Luise Neuhaus-Wartenberg, MdL           | Stellvertretende Parteivorsitzende   |      |  |
| Maximilian Schirmer                     | Stellvertretender Parteivorsitzender |      |  |
| Weitere Mitglieder des Parteivorstandes |                                      |      |  |
| Lisa Pfitzmann, Linksjugend 'solid      | jugendpolitische Sprecherin          |      |  |
| Margarita Kavali, Die Linke.SDS         | Sprecherin Studierendenverband       |      |  |
| Sabine Berninger                        |                                      |      |  |
| Katharina Dahme                         |                                      |      |  |
| Ulrike Eifler                           |                                      |      |  |
| Nina Eumann                             |                                      |      |  |
| Olga Fritzsche, MdHB                    |                                      |      |  |
| Margit Glasow                           |                                      |      |  |
| Kathrin Gebel, MdB                      |                                      |      |  |
| Naisan Raji                             |                                      |      |  |
| Lorenz Gösta Beutin, MdB                |                                      |      |  |
| Candy Boldt-Händel                      |                                      |      |  |
| Wulf Gallert, MdL                       |                                      |      |  |
| Theo Glauch                             |                                      |      |  |
| Thies Gleiss                            |                                      |      |  |
| Hennis Herbst                           |                                      |      |  |
| Alexander Kauz                          |                                      |      |  |
| Markus Pohle                            |                                      |      |  |